# Rue de Béarn
Rue de Béarn je ulice v Paříži v historické čtvrti Marais. Nachází se ve 3. obvodu. Ulice byla pojmenována na počest francouzského krále Jindřicha IV., zakladatele sousedícího Place Royale, který se narodil v Pau, tedy hlavním městě vikomství Béarn.

## Poloha
Ulice vede od Place des Vosges a končí na křižovatce s Rue Saint-Gilles. Ulice je orientována od jihu na sever.

## Historie
Ulice vznikla v roce 1607 mezi Place des Vosges a Rue des Minimes. Byla vytyčena na pozemcích Louise Gallucio z L'Hospital, pána z Vitry. Tyto pozemky byly původně součástí zahrad paláce Tournelles. Proto se nová ulice nejprve nazývala Rue du Parc-Royal nebo Rue du Parc-des-Tournelles, případně Rue du Pavillon-du-Roi. Od roku 1650 se nazývala Rue de la Chaussée-des-Minimes s odkazem na klášter Minimes. V roce 1792 byla přejmenována na Rue des Federès, poté na Rue Nationale. Po Francouzské revoluce jí bylo vráceno jméno Rue de la Chaussee-des-Minimes. Ulice byla v roce 1805 prodloužena až k Rue Saint-Gilles na místě bývalého kláštera Minimes. V roce 1867 ulice získala své současné označení.

## Zajímavé objekty
- domy č. 12 a 14: kasárna četnictva vybudovaná v místě bývalého kláštera paulánů. Z kláštera se dochovaly některé vnější prvky a schodiště ze 17. století.